# Сен-Мішель — Нотр-Дам (станція)
48°51′13″ пн. ш. 2°20′39″ сх. д. / 48.853611111111° пн. ш. 2.3441666666667° сх. д.
Сен-Мішель — Нотр-Дам (фр. Saint-Michel–Notre-Dame) — станція на RER B та RER C у Парижі.
Розташована у 5-му окрузі, названо на честь розташованих поруч площі Сен-Мішель та собору Паризької Богоматері.

## Розташування

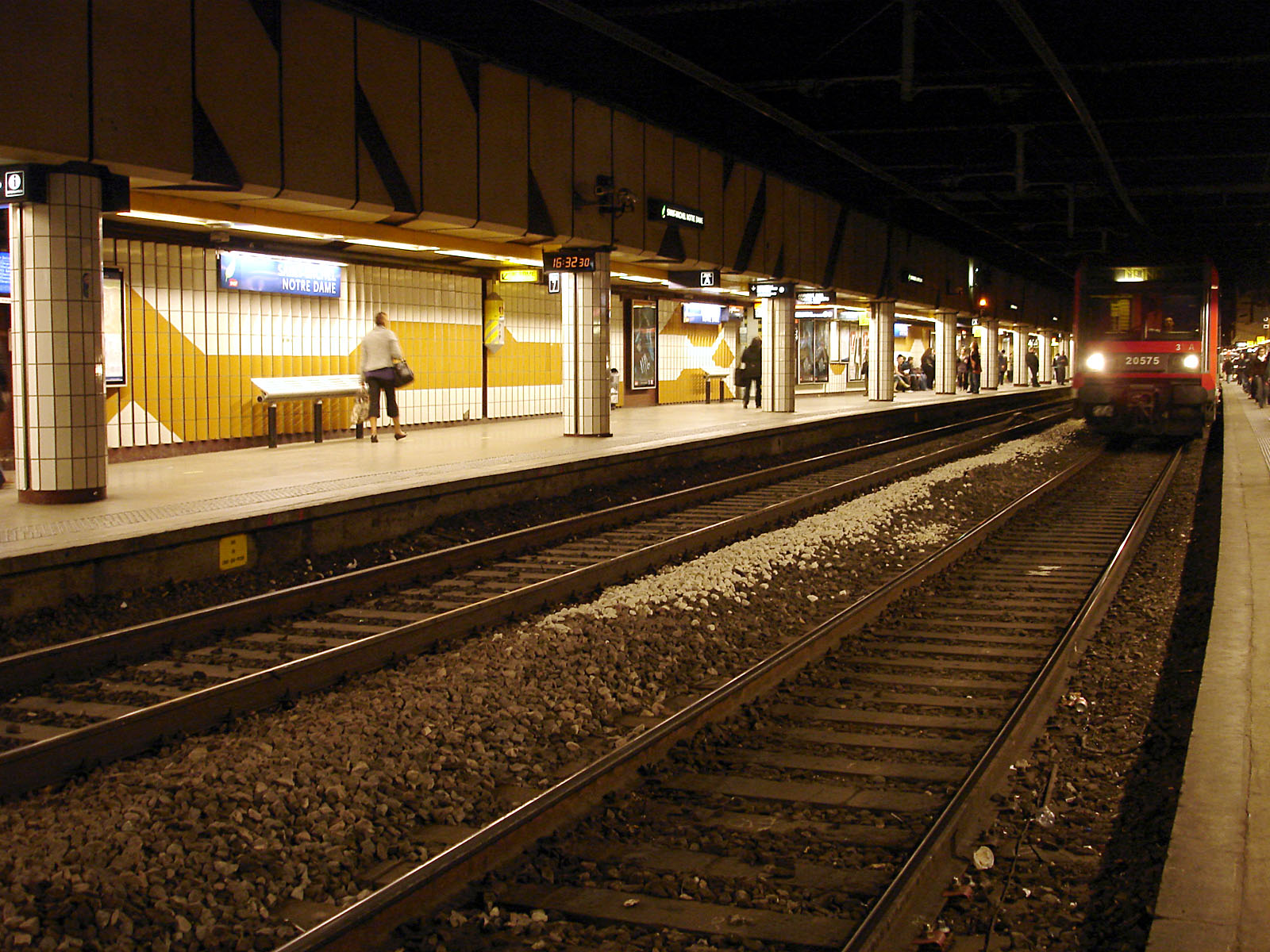
Платформи RER C

Головний вхід на станцію знаходиться на площі Сен-Мішель на Рів-Гош Сени.
Також є вхід на платформи лінії B на площі Нотр-Дам, яка розташована на Іль-де-ла-Сіте через Сену від площі Сен-Мішель.
Платформи RER B знаходяться під Сеною і проходять під прямим кутом під платформами RER C.

## Історія

### Лінія C
Ця дільниця лінії C RER була відкрита 28 травня 1900 року на відкриття Всесвітньої виставки у Парижі.
В 1909 року відкрито пересадку на 4-у лінію.
Лінія C була введена в експлуатацію 26 вересня 1979 року через деяку модернізацію.

### Лінія B
Лінія була побудована в 1977 році як продовження Лінії де-Со на північ до Шатле — Ле-Аль.
Але станцію було введено в експлуатацію 17 лютого 1988 року, оскільки складний будівельний майданчик спричинив затримки у будівництві під'їздів та пересадок.

## Пересадки
- станція Сен-Мішель 4-ї лінії паризького метрополітену
- станція 10-ї лінії Клюні — Ля-Сорбонн.
- Автобуси: 21, 27, 38, 47, 58, 63, 86, 87, 96
- Noctilien: N12, N13, N14, N15, N21, N22, N122

## Визначні місця
У кроковій досяжності знаходяться:
- Собор Паризької Богоматері
- Площа Сен-Мішель[en]
- Латинський квартал
- Палац правосуддя